# وردی (کالیفرنیا)
وردی، کالیفرنیا (به انگلیسی: Verdi, California) یک مکان مختص سرشماری در ایالات متحده آمریکا است که در شهرستان سیرا، کالیفرنیا واقع شده‌است.

## خصوصیات
وردی ۱۰٫۸۴۳ کیلومترمربع مساحت و ۱۶۲ نفر جمعیت دارد و ۲٬۲۴۰٫۰ متر بالاتر از سطح دریا واقع شده‌است.